# Ciclismo nos Jogos Pan-Americanos de 2019 - Omnium feminino
A competição do omnium feminino foi um dos eventos do ciclismo nos Jogos Pan-Americanos de 2019, em Lima. Foi disputada no Velódromo de la Villa Deportiva Nacional no dia 3 de agosto.

## Calendário
Horário local (UTC-5).
| Data        | Horário | Fase                  |
| ----------- | ------- | --------------------- |
| 3 de agosto | 12:19   | Scratch               |
| 3 de agosto | 13:04   | Corrida por tempo     |
| 3 de agosto | 18:18   | Corrida de eliminação |
| 3 de agosto | 19:38   | Corrida por pontos    |
| 3 de agosto | 19:38   | Resultado final       |

## Medalhistas
| Ouro   | USA Jennifer Valente  |
| Prata  | MEX Lizbeth Vazquez   |
| Bronze | CUB Arlenis Cañadilla |

## Resultados

### Scratch
Foi percorrido um percurso de 7.500 metros.
| Colocação | Ciclista            | Nacionalidade            | Voltas atrás | Notas |
| --------- | ------------------- | ------------------------ | ------------ | ----- |
| 1         | Aranza Sánchez      | CHI Chile                |              |       |
| 2         | Maribel Mangue      | ARG Argentina            |              |       |
| 3         | Jennifer Valente    | USA Estados Unidos       |              |       |
| 4         | Amber Joseph        | BAR Barbados             |              |       |
| 5         | Maggie Coles-Lyster | CAN Canadá               |              |       |
| 6         | Lizbeth Vazquez     | MEX México               |              |       |
| 7         | Wellyda Rodrigues   | BRA Brasil               |              |       |
| 8         | Alexi Costa         | TTO Trinidad e Tobago    |              |       |
| 9         | Angie García        | VEN Venezuela            |              |       |
| 10        | Lina Gómez          | COL Colômbia             |              |       |
| 11        | Arlenis Cañadilla   | CUB Cuba                 |              |       |
| 12        | Angie Bustamante    | PER Peru                 |              |       |
| 13        | Jasmin López        | GUA Guatemala            |              |       |
| 14        | Fabiana Granizal    | URU Uruguai              |              |       |
| 15        | Dayana García       | ECU Equador              |              |       |
| 16        | Micaela Ricaldez    | BOL Bolívia              |              |       |
| 17        | Juana Veras         | DOM República Dominicana | -1           |       |

### Corrida por tempo
Foi percorrido um percurso de 7.000 metros.
| Colocação | Ciclista            | Nacionalidade            | Tempo | Notas |
| --------- | ------------------- | ------------------------ | ----- | ----- |
| 1         | Jennifer Valente    | USA Estados Unidos       |       |       |
| 2         | Lizbeth Vazquez     | MEX México               |       |       |
| 3         | Lina Gómez          | COL Colômbia             |       |       |
| 4         | Aranza Sánchez      | CHI Chile                |       |       |
| 5         | Arlenis Cañadilla   | CUB Cuba                 |       |       |
| 6         | Amber Joseph        | BAR Barbados             |       |       |
| 7         | Maggie Coles-Lyster | CAN Canadá               |       |       |
| 8         | Angie Bustamante    | PER Peru                 |       |       |
| 9         | Alexi Costa         | TTO Trinidad e Tobago    |       |       |
| 10        | Maribel Mangue      | ARG Argentina            |       |       |
| 11        | Jasmin López        | GUA Guatemala            |       |       |
| 12        | Dayana García       | ECU Equador              |       |       |
| 13        | Wellyda Rodrigues   | BRA Brasil               |       |       |
| 14        | Angie García        | VEN Venezuela            |       |       |
| 15        | Fabiana Granizal    | URU Uruguai              |       |       |
| 16        | Micaela Ricaldez    | BOL Bolívia              |       |       |
| 17        | Juana Veras         | DOM República Dominicana |       |       |

### Corrida de eliminação
| Colocação | Ciclista            | Nacionalidade            | Notas |
| --------- | ------------------- | ------------------------ | ----- |
| 1         | Jennifer Valente    | USA Estados Unidos       |       |
| 2         | Lizbeth Vazquez     | MEX México               |       |
| 3         | Lina Gómez          | COL Colômbia             |       |
| 4         | Amber Joseph        | BAR Barbados             |       |
| 5         | Arlenis Cañadilla   | CUB Cuba                 |       |
| 6         | Maggie Coles-Lyster | CAN Canadá               |       |
| 7         | Wellyda Rodrigues   | BRA Brasil               |       |
| 8         | Alexi Costa         | TTO Trinidad e Tobago    |       |
| 9         | Dayana García       | ECU Equador              |       |
| 10        | Fabiana Granizal    | URU Uruguai              |       |
| 11        | Angie García        | VEN Venezuela            |       |
| 12        | Angie Bustamante    | PER Peru                 |       |
| 13        | Maribel Mangue      | ARG Argentina            |       |
| 14        | Aranza Sánchez      | CHI Chile                |       |
| 15        | Jasmin López        | GUA Guatemala            |       |
| 16        | Juana Veras         | DOM República Dominicana |       |
| 17        | Micaela Ricaldez    | BOL Bolívia              |       |

### Corrida por pontos
Foi percorrido um percurso de 20.000 metros.
| Colocação | Ciclista            | Nacionalidade            | Pontos | Notes |
| --------- | ------------------- | ------------------------ | ------ | ----- |
| 1         | Jennifer Valente    | USA Estados Unidos       | 82     |       |
| 2         | Arlenis Cañadilla   | CUB Cuba                 | 56     |       |
| 3         | Lizbeth Vazquez     | MEX México               | 56     |       |
| 4         | Aranza Sánchez      | CHI Chile                | 23     |       |
| 5         | Lina Gómez          | COL Colômbia             | 21     |       |
| 6         | Amber Joseph        | BAR Barbados             | 12     |       |
| 7         | Maggie Coles-Lyster | CAN Canadá               | 5      |       |
| 8         | Wellyda Rodrigues   | BRA Brasil               | 2      |       |
| 9         | Jasmin López        | GUA Guatemala            | 2      |       |
| 10        | Alexi Costa         | TTO Trinidad e Tobago    | 0      |       |
| 11        | Angie Bustamante    | PER Peru                 | 0      |       |
| 12        | Maribel Mangue      | ARG Argentina            | 0      |       |
| 13        | Angie García        | VEN Venezuela            | 0      |       |
| 14        | Dayana García       | ECU Equador              | -20    |       |
| 15        | Fabiana Granizal    | URU Uruguai              | -20    |       |
|           | Micaela Ricaldez    | BOL Bolívia              | DNF    |       |
|           | Juana Veras         | DOM República Dominicana | DNF    |       |

### Resultado final
| Colocação         | Ciclista            | Nacionalidade            | Scratch | C.T. | C.E | C.P | Total de pontos | Notas |
| ----------------- | ------------------- | ------------------------ | ------- | ---- | --- | --- | --------------- | ----- |
| Medalha de ouro   | Jennifer Valente    | USA Estados Unidos       | 36      | 40   | 40  | 82  | 198             |       |
| Medalha de prata  | Lizbeth Vazquez     | MEX México               | 30      | 38   | 38  | 56  | 162             |       |
| Medalha de bronze | Arlenis Cañadilla   | CUB Cuba                 | 20      | 32   | 32  | 56  | 140             |       |
| 4                 | Lina Gómez          | COL Colômbia             | 22      | 36   | 36  | 21  | 115             |       |
| 5                 | Aranza Sánchez      | CHI Chile                | 40      | 34   | 14  | 23  | 111             |       |
| 6                 | Amber Joseph        | BAR Barbados             | 34      | 30   | 34  | 12  | 110             |       |
| 7                 | Maggie Coles-Lyster | CAN Canadá               | 32      | 28   | 30  | 5   | 95              |       |
| 8                 | Alexi Costa         | TTO Trinidad e Tobago    | 26      | 24   | 26  | 0   | 76              |       |
| 9                 | Maribel Mangue      | ARG Argentina            | 38      | 22   | 16  | 0   | 76              |       |
| 10                | Wellyda Rodrigues   | BRA Brasil               | 28      | 16   | 28  | 2   | 74              |       |
| 11                | Angie Bustamante    | PER Peru                 | 18      | 26   | 18  | 0   | 62              |       |
| 12                | Angie García        | VEN Venezuela            | 24      | 14   | 20  | 0   | 58              |       |
| 13                | Jasmin López        | GUA Guatemala            | 16      | 20   | 12  | 2   | 50              |       |
| 14                | Dayana García       | ECU Equador              | 12      | 18   | 24  | -20 | 34              |       |
| 15                | Fabiana Granizal    | URU Uruguai              | 14      | 12   | 22  | -20 | 28              |       |
| 16                | Micaela Ricaldez    | BOL Bolívia              | 10      | 10   | 8   | 0   | 28              |       |
| 17                | Juana Veras         | DOM República Dominicana | 8       | 8    | 10  | 0   | 26              |       |

Legenda
| Recorde mundial                  | Recorde mundial (World record)               |                       | Recorde africano                      | Recorde africano (African) |                                           | Q | Classificado por posição (Qualified) |
| Recorde dos Jogos Pan-Americanos | Recorde pan-americano (Pan-American record)  | Recorde da América    | Recorde da América (Americas)         | q                          | Classificado por melhor tempo (Qualified) |   |                                      |
| Melhor marca do ano              | Melhor marca do ano (World leading)          | Recorde asiático      | Recorde asiático (Asian)              | DNS                        | Não largou (Did not start)                |   |                                      |
| Recorde nacional                 | Recorde nacional (National record)           | Recorde europeu       | Recorde europeu (European)            | DNF                        | Não terminou (Did not finish)             |   |                                      |
| Recorde pessoal                  | Recorde pessoal do atleta (Personal best)    | Recorde da Oceania    | Recorde da Oceania (Oceania)          | DSQ / DQ                   | Desclassificado (Disqualified)            |   |                                      |
| Recorde da temporada             | Recorde da temporada do atleta (Season best) | Recorde sul-americano | Recorde sul-americano (South America) | NM                         | Sem marca (No mark)                       |   |                                      |